# Peter Pritchard
Peter Charles Howard Pritchard (* 26. Juni 1943 in Hertfordshire; † 25. Februar 2020 in Orlando, Florida) war ein britischer Zoologe, Natur- und Umweltschützer sowie Autor. Seine Interessensschwerpunkte waren die Erforschung und der Schutz von Schildkröten.

## Leben
1952 zog Pritchard nach Belfast, wo sein Vater als Dozent für Anatomie an der Queen’s University tätig war. Von 1955 bis 1961 besuchte er das Campbell College in Belfast. Anschließend schrieb er sich im Magdalen College der University of Oxford ein, wo er 1964 sowohl den Bachelor of Arts als auch den Master of Arts in Chemie und Biochemie erlangte. Während Pritchards Zeit in Oxford wuchsen seine biologischen Interessen und nach einem Forschungsjahr im Bereich der Biochemie wurde er 1965 als Lehrassistent in Zoologie an der University of Florida in Gainesville angenommen. Mitte der 1960er Jahre reiste Pritchard nach Guyana, wo er die Atlantik-Bastardschildkröten und die Lederschildkröten studierte. Während seiner Forschungsarbeit erkannte er, dass die Meeresschildkröten aufgrund der übermäßigen Bejagung durch die Arawak vom Aussterben bedroht waren. Er initiierte ein Schutzprogramm, das vor allem die Zusammenarbeit mit den Ortsansässigen in den Mittelpunkt stellte, und er sammelte Geldmittel von Privatspendern, um dieses Programm am Leben zu erhalten. Ferner konnte er die Arawaken davon überzeugen, Hühner als alternative Nahrungsquelle zu nutzen, und er engagierte sie als Strandpolizei gegen Nestwilderer. Seitdem ist das Töten von Schildkröten und der Eierraub in Guyana gesellschaftlich unakzeptabel geworden.
1969 wurde Pritchard mit der Dissertation Studies of the systematics and reproductive cycles of the genus Lepidochelys unter der Leitung von Archie Carr zum Ph.D. an der University of Florida promoviert.
Im Jahr 1997 gründete Pritchard in Oviedo in Florida das Chelonian Research Institute, ein Museum, das mit 14.500 Einzelstücken die drittgrößte Kollektion an Schildkrötenpanzern, -knochen und -schädeln der Welt (hinter dem Carnegie Museum of Natural History und der Smithsonian Institution) enthält. Im Jahr 2000 erhielt er vom Time Magazine die Ehrung Hero of the Planet.
Pritchard veröffentlichte mehrere Bücher über Schildkröten, darunter Living Turtles of the World (1967), Marine Turtles of Micronesia (1977), Encyclopedia of Turtles (1979), Manual of sea turtle research and conservation techniques: A Symposium on Sea Turtle Research in the Western Central Atlantic (1983), Turtles of Venezuela (1984), The Alligator Snapping Turtle (1990 mit einer Neuauflage im Jahr 2006), Galapagos Tortoises: Nomenclatural and Survival Status (1996), Cleopatra the Turtle Girl (2006), Tales from the Thébaide (2007) und Rafetus: The Curve of Extinction (2012).

## Dedikationsnamen
1994 benannte Anders Rhodin die Schlangenhalsschildkröte Chelodina pritchardi und 1997 benannte William Patrick McCord Mauremys × pritchardi (eine Bachschildkröten-Hybride aus Mauremys mutica & Mauremys reevesii) zu Ehren von Peter Pritchard.